# Słońce poboczne

(1) halo 22°, (2) słońce poboczne, (3) słup słoneczny, (4) krąg parheliczny, (5) łuk okołozenitalny, (6) łuk styczny i halo opisane, (7) halo 46°, (8) podsłońce.

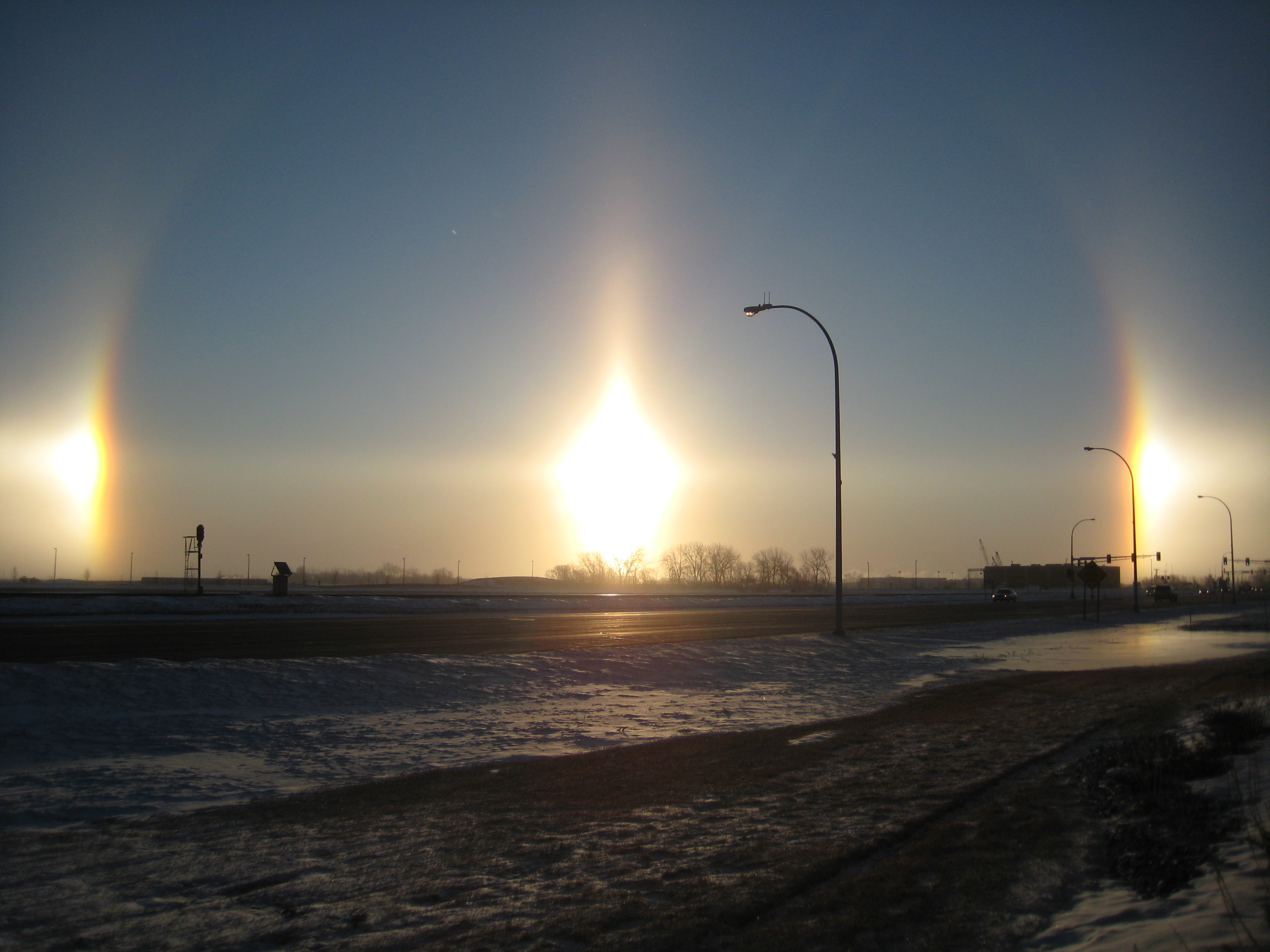
Słońce i wyjątkowo wyraźne słońca poboczne

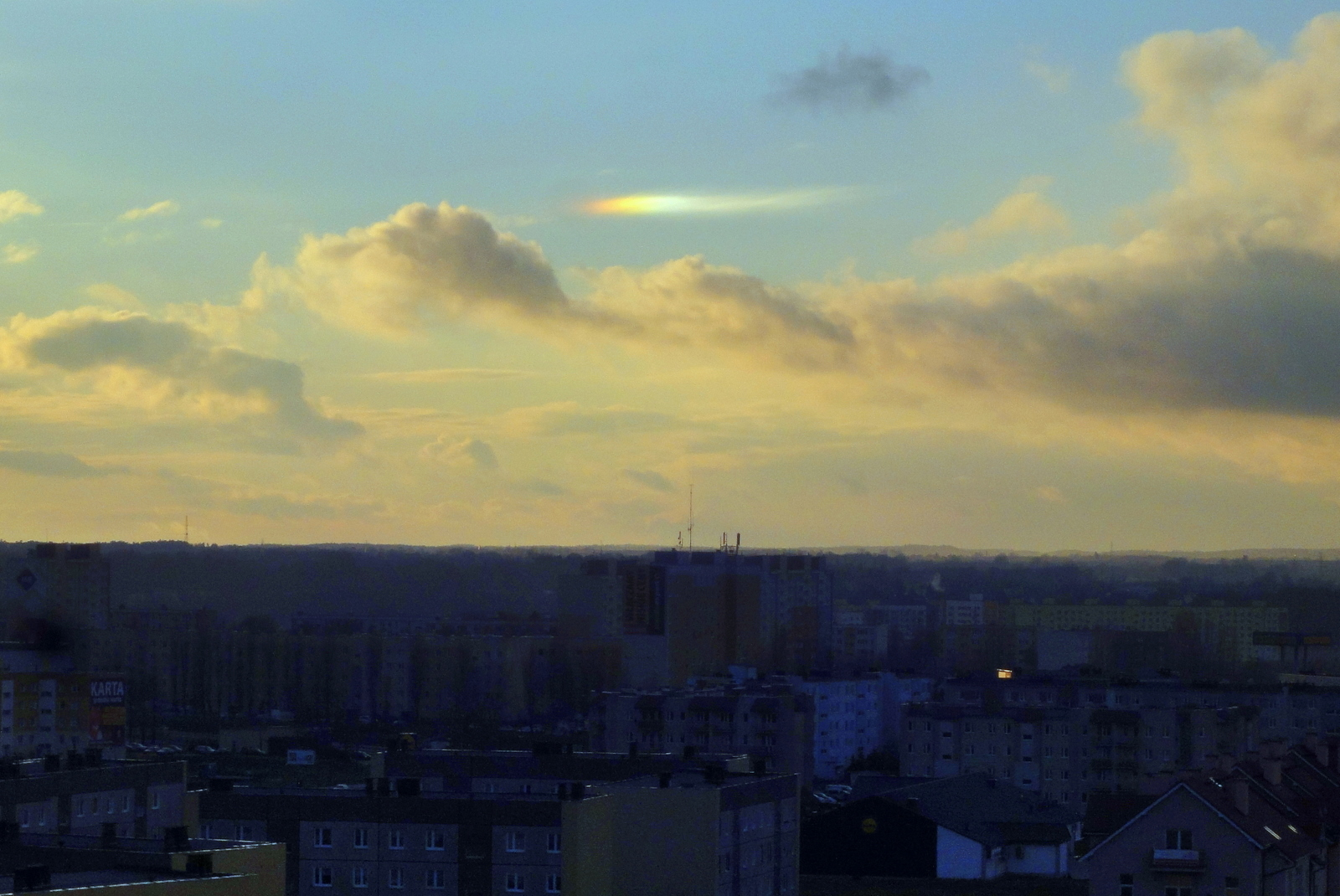
Słońce poboczne bez rysującego się pierścienia halo

Słońce poboczne, parhelion (gr. παρήλιον od parà – „obok” i hēlios – „słońce”) – zjawisko optyczne w atmosferze. Jest ono jasną plamą światła, powstającą na przecięciu halo opisanego oraz kręgu parhelicznego.

## Opis
Zjawisko występuje często po obu stronach Słońca; szczególnie dobrze jest widoczne, gdy Słońce jest nisko nad horyzontem. Im słońce znajduje się wyżej, tym większa jest odległość słońc pobocznych od miejsca przecięcia się halo 22-stopniowego i kręgu parhelicznego.
Słońca poboczne są jednym z najczęściej obserwowanych typów halo. Powstają one w wyniku załamania się promieni słonecznych na kryształach lodu występujących w formie sześciokątnych płytek opadających w pozycji poziomej, podobnie jak opadające liście.
Niekiedy w sprzyjających warunkach, gdy jest się ponad chmurami (np. na pokładzie samolotu, w górach), możliwe jest dostrzeżenie podsłońca i towarzyszących mu podsłońc pobocznych poniżej horyzontu. Powstają one podobnie jak zwykłe słońca poboczne, przy większej liczbie odbić światła od płaskiej, poziomej powierzchni kryształków lodu.
Zjawisko takie obserwować można także w przypadku halo powstającego wokół Księżyca.